# Geomonumento da Pedra Furada
A Pedra Furada é um geomonumento classificado como bem de interesse público localizado junto à Estação Ferroviária de Setúbal-Mar, na Estrada da Graça, em Setúbal.

## Características
Consiste num rochedo de arenito ferraginoso atravessado por diversos tubos verticais ocos preenchidos por areia solta e clara.Estima-se que tenha entre dois a quatro milhões de anos. Possui 18 metros de altura por 12 de comprimento, e está orientado de norte a sul.
Singular a nível nacional, europeu e mundial, foi descrito pela primeira vez pelo Barão de Eschwege em 1831, e figura em lendas e crenças populares da zona.

## Polo do Museu Nacional de História Natural
Em 2003 passou a integrar um dos pólos do Museu Nacional de História Natural.

## Destruição da parte submersa
A sua parte submersa foi destruída em 2019, na sequência de obras para a melhoria das acessibilidades marítimas ao Porto de Setúbal.

## Marques da Costa em 1916, acerca da Pedra Furada
«A Pedra Furada é um exemplar geológico muito raro senão único e que deve, por isso mesmo, ser conservado à vista de todos os visitantes ilustrados. Já, por vezes, tem estado em risco de desaparecer para dar lugar à passagem de uma estrada ou à construção de qualquer oficina. Pessoas inteligentes têm intervindo para evitar tais vandalismos, que aliás a actual proprietária do terreno, em que se acha esse notável exemplar é a primeira a não consentir. Oxalá que os futuros sucessores da actual dona pensem do mesmo modo que ela ou, ainda, que qualquer entidade oficial adquira o terreno, para que se assegure definitivamente a existência desta manifestação, digna do estudo dos competentes, que nela procurem a explicação do modo como se formou.»
COSTA, António Inácio Marques da. «Pedra Furada», in Comunicações dos Serviços Geológicos, vol. XI, 1916, p. 115.